# Frédéric Mitterrand
Frédéric Mitterrand (Parigi, 21 agosto 1947 – Parigi, 21 marzo 2024) è stato un regista, sceneggiatore e politico francese, nonché scrittore, documentarista, animatore e produttore televisivo e radiofonico. Dal 24 giugno 2009 al 16 maggio 2012 fu ministro della Cultura e della Comunicazione nel Governo François Fillon II e nel Governo François Fillon III.

## Biografia
Frédéric Mitterrand nacque a Parigi il 21 agosto 1947, figlio di Robert Mitterrand (Jarnac, 22 settembre 1915 - Parigi, 9 settembre 2002), uno dei sette fratelli di François Mitterrand, presidente della Repubblica francese tra il 1981 e il 1995, e di Édith Cahier (Fontainebleau, 20 novembre 1920 - Évian, 11 agosto 2014), una nipote acquisita di Eugène Deloncle. Ingegnere, industriale e uomo d'affari, Robert Mitterrand fu direttore di gabinetto del fratello François durante il mandato di quest'ultimo come ministro per i Reduci e le vittime di guerra (1947-1948) e segretario di Stato all'informazione (1948-1949) in alcuni governi della Quarta Repubblica francese.
Terzo di tre fratelli (dal secondo matrimonio con Arlette Paris, suo padre Robert ebbe poi un quarto figlio), crebbe in un ambiente alto-borghese. A dodici anni apparve per la prima volta in un film, con lo pseudonimo di Frédéric Robert, nel film di Alex Joffé Fortunat. Nell'ottobre del 2009 Marine Le Pen suscitò una violenta polemica citando nel corso di una trasmissione televisiva alcuni passaggi di un libro vagamente autobiografico di Frédéric Mitterrand pubblicato cinque anni prima, nel quale si evocano rapporti sessuali a pagamento in Thailandia.
Frédéric Mitterrand ebbe tre figli. Mathieu, il primo, è nato nel 1981 ed è biologico. Gli altri due sono ragazzi che crebbe come suoi figli, senza avere la possibilità di adottarli non essendo sposato; diede comunque loro il suo cognome una volta maggiorenni. Il più grande, Saïd Kasmi-Mitterrand (nato il 19 febbraio 1976 ad Hammamet), è produttore e regista; il secondo, Jihed Gasmi-Mitterrand, è nato il 15 dicembre 1990. Omosessuale dichiarato, visse tra Parigi e Hammamet, e per un breve periodo anche a Roma. Morì a Parigi il 21 marzo 2024 all'età di 76 anni.

## Attività professionale

### Studi
Si laureò in storia e geografia all'Università di Paris X - Nanterre e si specializzò all'Institut d'études politiques (Sciences-Po) di Parigi. Nel 1968 fece il concorso per entrare all'École nationale d'administration: superò le prove scritte, ma non si presentò agli orali. Dal 1968 al 1971 insegnò economia, storia e geografia all'École active bilingue Jeannine Manuel (EABJM) di Parigi.

### Attività cinematografica
Si avvicinò al cinema giovanissimo interpretando, con lo pseudonimo di Frédéric Robert, Fortunat (uscito in Italia con il titolo SS operazione Fortunat), un film del 1960 di Alex Joffé, recitando a fianco di Michèle Morgan e di Bourvil. Dal 1971 al 1986 gestì a Parigi una catena di cinema d'essai (le sale sono ancora in attività anche se hanno cambiato da tempo nome e gestione). Nel 1978 fu critico cinematografico de J'informe, effimero quotidiano vicino all'uomo politico centrista Joseph Fontanet.
Realizzò i film, film-opera o documentari Lettres d'amour en Somalie (1981), Les Lumières de Lausanne (1982), Paris vu par, vingt ans après (1984), Rapho, histoire d'une famille (1987), Jazz (1988), Madame Butterfly (1995), Fairouz (1998), Tunis chante et danse (2002), Je suis la Folle de Brejnev (2001) La délivrance de Tolstoï (2003).

### Attività televisiva e radiofonica
Dal 1981 al 1994 lavorò intensamente per Antenne 2, poi divenuta France 2. Per la stessa rete produsse e realizzò delle serie di documentari televisivi dedicati alle dinastie reali e imperiali europee, ai personaggi storici e ai divi del XX secolo, alcuni dei quali disponibili in DVD. Condusse anche numerosi programmi televisivi e alcune cerimonie di premiazione come quella per l'assegnazione del Premio César.
Dal 2003 al 2004 fu direttore generale con l'incarico della programmazione del canale satellitare TV5 destinato ai paesi francofoni.
Collaborò anche con l'emittente televisiva a tematica LGBT francese Pink TV.
Dal 1997 al 2006 condusse un programma letterario sull'emittente radiofonica Europe 1, e dal 2002 al 2006 un programma d'interviste su France-Culture. Tornò alla radio nell'agosto 2014, conducendo una trasmissione su France Inter soppressa tuttavia dopo solo otto mesi.

### Attività letteraria, giornalistica e culturale
Fu autore di numerosi libri, fra cui i romanzi La mauvaise vie (2005) e Le Festival de Cannes (2006).
Collaborò per i periodici Télé-Poche e Têtu.
Dal 1996 al 2002 fu commissario generale della Saison Tunisienne, dell'Année du Maroc e dell'Année Tchèque in Francia.
Dal 1998 al 2000 fu a capo della commissione Fondi per il Sud del Centre national de la cinématographie di Parigi.
Fu commissario della mostra Les années Grace Kelly - Princesse de Monaco tenutasi al Grimaldi Forum di Monaco dal 12 luglio al 23 settembre 2007 e all'Hôtel de Ville di Parigi dal 10 giugno al 16 agosto 2008. Dal 16 ottobre 2009 al 28 febbraio 2010 la mostra si tenne a Roma presso la Fondazione Memmo - Palazzo Ruspoli.
Dal 2007 fu membro della giuria del premio letterario Médicis.

### Direttore dell'Accademia di Villa Medici
Il 4 giugno 2008 ebbe la nomina dal presidente della Repubblica Nicolas Sarkozy di direttore dell'Accademia di Francia a Roma, succedendo allo scenografo Richard Peduzzi collocato a riposo per raggiunti limiti d'età. Si insediò il 1º settembre 2008, dopo aver imparato a tempo di record l'italiano.

### Ministro della cultura e della comunicazione
Fu per quasi tre anni ministro della cultura e della comunicazione, dal 23 giugno 2009. Prese il posto di Christine Albanel, in occasione di un ampio rimpasto del governo François Fillon II. Il 22 giugno a Villa Medici prese congedo dai suoi collaboratori e dai dipendenti dell'Accademia di Francia.
Il 14 novembre 2010 fu riconfermato ministro della cultura e della comunicazione nel governo François Fillon III. Il 17 maggio 2012, dopo l'elezione di François Hollande alla Presidenza delle Repubblica e le dimissioni del governo, gli successe la socialista Aurélie Filippetti.
Un anno dopo aver lasciato il governo, Frédéric Mitterrand espresse pubblicamente un giudizio durissimo sul suo successore, soprattutto in merito allo spoil system messo in atto da Aurélie Filippetti, che vide uscire di scena la maggior parte delle personalità da lui nominate all'epoca in cui fu alla guida del ministero della Cultura.

### Membro dell'Istitut de France
Il 24 aprile 2019 Frédéric Mitterrand venne eletto membro dell'Académie des beaux-arts, nella sezione "Cinema e televisione", succedendo al seggio precedentemente occupato da Jeanne Moreau deceduta il 31 luglio 2017. Nel 2016 e nel 2018 fece due tentativi per essere eletto all'Académie française, ma senza successo.

## Citazioni
- "Sono sempre stato estremamente colpito dalle persone che si frequentano, che si amano, che fanno parte della nostra esistenza, e che poi, da un giorno all'altro, vanno alla deriva. È una cosa che avviene spesso. E ogni volta che succede, si prova un rimorso terribile. Ci si domanda: «E se gli fossi stato vicino?», «E se me ne fossi accorto prima?». E ad avere importanza non è solo il dispiacere che si prova. È un sentimento che ha qualcosa di esistenziale: in fondo, nel corso della nostra vita si finisce sempre per pensare all'attimo in cui non si è fatto quello che si sarebbe dovuto fare". (Intervento su France 2 nel corso della trasmissione Campus del 24 marzo 2005).

## Principali riconoscimenti
- Premio Jean-Louis Bory 1982 per il film Lettres d'amour en Somalie;
- Premio del Festival di Nyons 1987;
- Sept d'or 1989 come miglior animatore di dibattiti;
- Sept d'or 1990 per il miglior programma televisivo d'intrattenimento per Carte blanche;
- Trofeo La Lucarne 1990 dell'Associazione dei giornalisti della stampa settimanale televisiva;
- Premio della Maisons de la presse 1997 per il documentario Les Aigles foudroyés;
- Premio Oscar Wilde 2000 per il documentario Un jour dans le siècle;
- Premio Roland Dorgelès 2003;
- Premio Vaudeville 2005 per il suo libro autobiografico La Mauvaise vie.
- Premio Onorificenza "Golden Age" 2011 del Ministero della Cultura della Repubblica di Bulgaria.